# Luis Reartez
Luis Carlos Reartez (San Miguel de Tucumán, Tucumán; 25 de julio de 1959 - 24 de marzo de 2015) fue un futbolista argentino que jugaba como delantero.

## Trayectoria

### Atlético Tucumán
Reartez inició su carrera a una edad avanzada para la profesión, a los 23 años. En 1983 debutó con la camiseta de Atlético Tucumán y ese año se consagraría campeón de la Liga Tucumana, cortando una racha de 3 años sin dicho título, además esto le permite disputar el Nacional de 1984. En el Nacional 1984, terminaría segundo en su grupo y de esta manera clasificaría a la fase eliminatoria, en dónde caería ante Belgrano. El anual de la Liga tucumana de 1984 y 1985 le sería esquivo, pero en 1986 se proclamaría campeón. En 1987 participaría en debut del decano en el Nacional B.

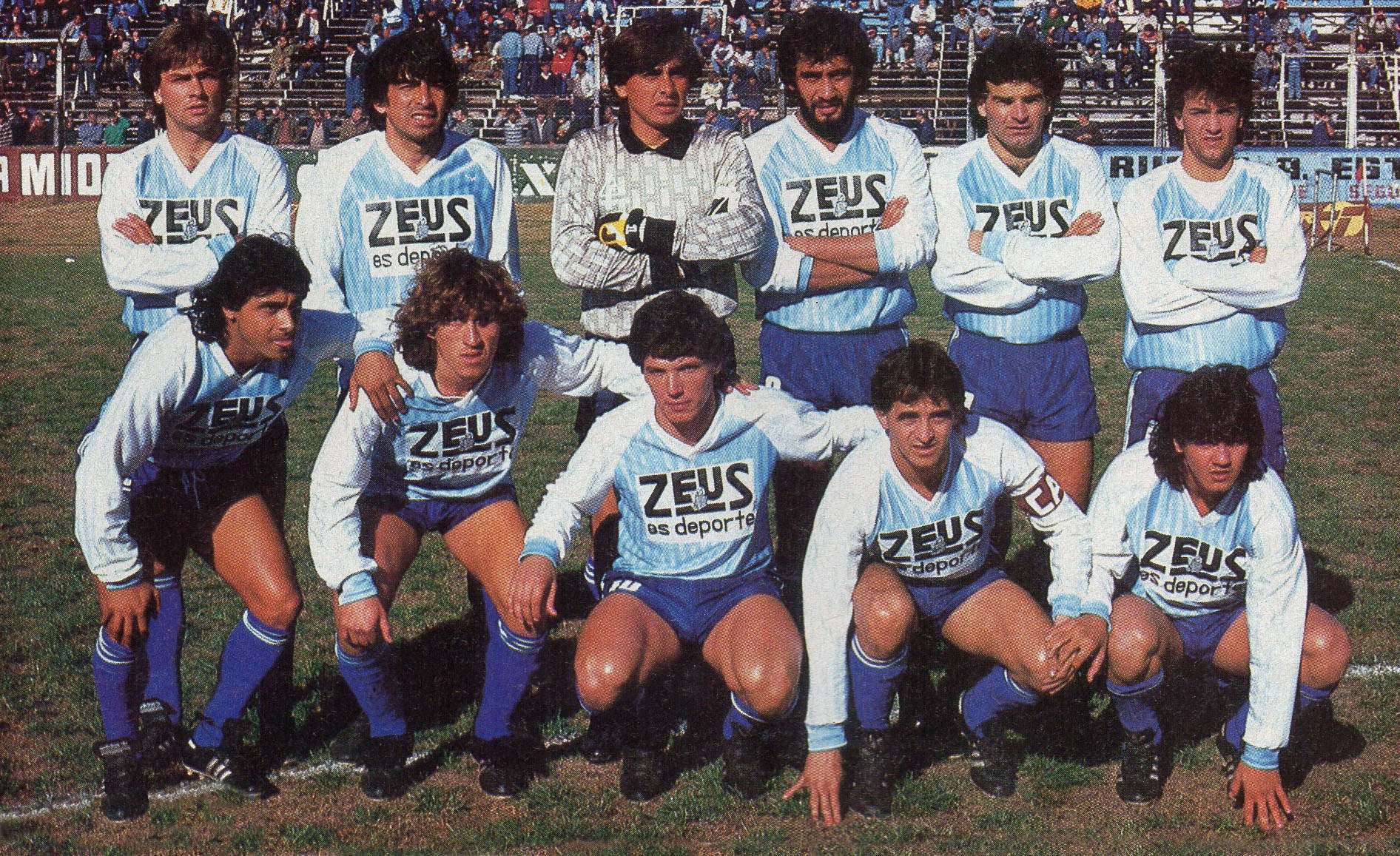
Formación de Atlético Tucumán 1987.

El correcaminos jugó 220 partidos en el Decano y marcó 67 goles. Es el 9° máximo goleador histórico del Clásico Tucumano.

### Central Norte
Reartez jugaría sus últimos partidos en Central Norte, dónde le pondría fin a su carrera.

## Clubes
| Club             | País      |
| ---------------- | --------- |
| Atlético Tucumán | Argentina |
| Central Norte    | Argentina |

## Palmarés
| Título        | Equipo           | País      | Año  |
| ------------- | ---------------- | --------- | ---- |
| Liga Tucumana | Atlético Tucumán | Argentina | 1983 |
| Liga Tucumana | Atlético Tucumán | Argentina | 1986 |